# 司馬師
司馬 師（しば し）は、中国三国時代の魏の武将・政治家。字は子元。西晋が建つと世宗の廟号、景帝の諡号を贈られた。司馬懿の長男で、司馬昭・司馬榦の同母兄。生母は張春華（宣穆皇后）。

## 生涯

### 実権を受け継ぐ
司馬師は上品で立派な容姿の持ち主で、沈着冷静、先見の明に長けていた。若いときから「雅にして風彩あり」、「沈毅にして大略多し」など呼ばれるほどに評判が高く、夏侯玄や何晏らと名声を等しくした。何晏は常々、司馬師を称えて「ただ司馬子元だけが、天下の務めを果たす事ができる」と言っていた。魏の景初年間に散騎常侍を拝命し、中護軍（中領軍とともに皇帝の近衛兵の指揮を執る役職）に昇進する。
司馬師は司馬懿と共に曹爽に対するクーデターの計画を練ったが、弟の司馬昭すら兄の考えを知る事はできなかった。正始10年（249年）正月、クーデター決行日の早暁、司馬師は司馬孚と共に速やかに洛陽宮城の城門を押さえ、内外を鎮撫した。その整然とした陣容を見た司馬懿は「子元もやるようになった」と言った。司馬師はかねてから死を覚悟した壮士（死士）を3000人ほど養っており、クーデターに際してたちまち集結したが、周囲の者はどこから来たか分からなかった。司馬師はこの功績により衛将軍となった。
嘉平3年（251年）8月に司馬懿が亡くなると「伊尹既に卒するも、伊陟事を嗣ぐ」と言われ、撫軍大将軍として魏の全権を掌握した。嘉平4年（252年）には大将軍になった。

### 呉との戦い
同年、孫権の死に乗じて胡遵・諸葛誕らに呉の東興を攻めさせたが、呉の大将軍の諸葛恪に大敗した（東興の戦い）。この敗戦の罪を諸将に問うべきという意見がこの時朝廷ではあったが、司馬師は「諫言を聞かずここに至った。これは私の過失である。諸将に何の罪があろうか」とその罪を自ら引き受けようとしたため、かえって人々は皆恥じてその度量に服したという。ただし胡三省は「（司馬師のこうした言動は）自己の権力を固めようとしたものである。盗賊にもそのやり方がある。ましてや国を盗むならなおさらであろう」と辛辣な評価を下している（『資治通鑑』）。
嘉平5年（253年）4月、諸葛恪が合肥新城を包囲すると、朝議では呉が兵力を分けて、淮水や泗水を抑える事を懸念する声が相次いだが、司馬師は「諸葛恪は呉の政治を執るようになって日が浅く、目先の利に動かされているのだ。合肥の兵を併せたところで、徐州や青州を脅かす余裕はあるまい。こちらにしても、河口は一つだけではないのだ。多勢でならば兎も角、少人数では守るには兵力が足りない」と言った。 そして太尉の司馬孚・鎮東将軍の毌丘倹・揚州刺史の文欽らに、20万人の軍勢を差し向けさせた。毌丘倹・文欽は戦う事を求めたが、司馬師は「諸葛恪は敵地へ深入りし過ぎており、布陣しているのは死地（進むことも退くこともできない場所）である。それに合肥新城は小城であるが守り易い。攻めたところで落とせまい」とし、命じて高塁を築かせ、敵の疲弊を待った。数ヶ月の間、諸葛恪は張特らが守る合肥新城を力攻めにしたが、攻め落とす事が出来ないばかりか、疫病により多くの兵士が死亡した。同年7月、司馬孚が指揮を執る大軍が諸葛恪を攻撃しようとしたため、諸葛恪は撤退した。
裴松之によれば、この戦いについて毌丘倹は「司馬孚殿と我々は計略を立て、要害の地を遮り戦闘を避け、引き返して合肥新城を守りました。将兵は昼も夜も守り続け、100日間頑張りました。死者は泥に塗れ、我が国が軍隊を持って以来、これほどの苦難は存在しなかったでしょう」と上奏している。

### 曹芳を廃す
正元元年（254年）に天子の斉王曹芳が、張皇后の父の張緝や李豊らに勅命を下し、司馬師を排斥して夏侯玄を執政にしようとした。それを察知した司馬師は、密かに李豊を邸へ招いた。事破れたるを悟った李豊は口を極めて司馬師を罵り、激怒した司馬師は配下の壮士に命じて、刀環で李豊の腰を強打させて殺した。ついで張緝や夏侯玄らを捕らえて三族皆殺しにした上、張皇后も皇后の位を廃された。流石に皇帝を害する事はできなかったが、これ以上の難事が増える事を嫌った司馬師は、皇帝の廃位を考えた。嘉平5年九月、皇太后の命令として「皇帝、春秋已に長し……耽じて内寵を淫し、女徳を沈漫し、日に倡優を近づけ、其の醜虐を縦にし……人倫の叙を毀ち、男女の節を乱す……」との理由で曹芳を廃した（この令の内容が、どこまで真実かは不詳。ただし阮籍の「詠懐詩」に、斉王曹芳の荒淫を諷したと見られる詩がある事などから、斉王の荒淫はある程度事実だったと見る向きもある）。曹芳は皇帝としての諡を得られなくなり、史書には斉王と記される事になる。
廃された斉王の後として、司馬師は彭城王曹拠を挙げたが、郭太后は宗廟における昭穆の序列に合わないとして退け（曹拠は曹操の子であり、曹芳やその養父の明帝よりも世代が上になる）、明帝の後を受け継ぐ者が望ましいとし、東海王曹霖（明帝の異母弟）の子である高貴郷公曹髦を挙げた。司馬師は郭太后と争ったが彼女は譲らず、後継は高貴郷公に決まった。

### 毌丘倹・文欽の乱
正元2年（255年）、毌丘倹と文欽が6万の兵を挙げて反乱を起こした。朝議の多くは、諸将を派遣して討伐させるべきだという意見だったが、鍾会・王粛・傅嘏らは司馬師自ら陣頭指揮を執る事を勧めた。司馬師はこれに従い、自ら10数万の兵を率いて進発し、陳や許の郊外に軍を集結させた。この戦いで鍾会・王粛・傅嘏らが策謀を担当した。
やがて、毌丘倹の部将である史招・李続が相次いで投降し、毌丘倹と文欽は項城へ移った。先鋒の荊州刺史の王基は、独断で大食糧貯蔵庫のある南頓を制圧して毌丘倹を圧迫せしめる一方、司馬師は高塁を築かせて東の軍が結集するのを待った。諸将たちが進軍して城を攻め落とす事を請うと、司馬師は答えた。「諸君らは其の一を得ているが、其の二を知らない。淮南の将士たちには、元々反意などない。毌丘倹と文欽は縦横家の真似をして、遠近必ず応じると言っていたが、いざ事を起こしたとき淮北は従わず、史招と李続は瓦解してしまった。内外に隙間を抱えていて、自分たちでも既に失策した事を解っているため、速戦するほど相手は志気を合わせてしまう。戦えばこちらが勝つとはいえ、犠牲も多くなる。毌丘倹たちの計画のいい加減さは、もう明らかになっている。これが戦わずして勝つというものである」。
司馬師は諸葛誕らを寿春に向かわせ、胡遵を譙・宋に出撃させて、反乱軍の退路を遮断した。
司馬師は汝陽に駐屯して、鄧艾に1万余の兵を与えて楽嘉に派遣した。彼らは魏軍が弱いと見せかけて文欽を誘い出し、司馬師は大軍を隠密に楽嘉に移動させた。文欽の子の文鴦は18歳ではあったが、全軍随一の勇将であり、父に「まだ勝敗は決していません。城に登って鼓を打ち騒げば、魏軍を撃ち破れます」と言った。文欽と文鴦は軍を2軍に分けて夜襲を行う計画を立て、文鴦が魏軍を攻めて三度騒いだが、父は応ぜず、文鴦は退いて父とともに戦線を東に下げた。司馬師は文欽が逃げた事を知ると、精兵でもって追撃を開始させた。諸将は「文欽は古強者であり、子の文鴦は若く気鋭です。軍を引き、籠城しても未だに損害を被っていないなら、彼らが敗走する事はありません」と言ったが、司馬師は「一度鼓すれば士気が生まれ、二度目は衰え、三度目で尽きる。文鴦は三度鼓したのに、文欽は応じなかった。その勢いは既に屈している。敗走しないなら何を待っているのだ？」と、追撃を緩めなかった。文欽が更に逃げようとしたとき、文鴦は「司馬師に先んずる事ができず、我が軍の勢いを折ってしまった。このまま引き下がる事はできません」と言い、10数騎で魏軍に斬り込み、魏軍の陣を陥落させ、向かうところ全て薙ぎ払い引き上げていった。司馬師は、司馬璉に騎兵8000を、楽綝らに歩兵をそれぞれ指揮させて文欽を追撃させ、沙陽で次々と文欽の陣を落とし、大いに撃ち破った。文欽父子と部下は項まで落ち延びた。
一方、文欽らが楽嘉を攻めたのを知った王基は、進軍して項に迫った。その後、毌丘倹は文欽の敗走を聞くと、配下を棄て夜陰にまぎれて淮南へ逃亡したが、捕らえられて斬首され、その首は都城にさらされた。また文欽父子は呉まで逃れ、数万の兵とともに呉に亡命した（毌丘倹・文欽の乱）。
諸葛誕は寿春を制圧した。この混乱に乗じて呉の孫峻らが侵攻してきたが、諸葛誕は蔣班・鄧艾・諸葛緒らを派遣して、孫峻らを撃破し留賛を斬った。

### 死去
司馬師は、持病であった目にある悪性の瘤を手術していた。術後、あまり経過しない内に帰陣しており、そこへ文鴦の奇襲を受けて無理をしたため、片方（左目）の目玉が飛び出してしまった。自分の病状が全軍の士気に影響することを恐れ、傷を隠していたが激痛に悩まされた。閏月、病状が悪化したため司馬昭を呼び出して後事を託し、許昌にて死去。享年48歳。その死は毌丘倹の死からわずか7日後の事であった。
彼には継嗣となりうる男子が無く、司馬昭の三男の司馬攸を猶子としていた。司馬師の死後、家系を継ぐのは司馬攸となるところだが、司馬昭の長男の司馬炎が司馬攸の同母兄である事を考慮し、後継者として司馬炎を選んだ。
諡号は、最初「武公」、のち「忠武公」。司馬昭が晋王となると諡号は「景王」に改められ、西晋の武帝司馬炎が即位すると「景皇帝」と贈号、廟号は「世宗」と定められた。

## 家系
- 『晋書』本紀巻1～10、列伝巻7・8・29・44・68・69による
- 太字は皇帝（追贈含む）、数字は即位順。
- 灰網掛けは八王の乱にて殺害された人物。

|                 |                 |                 |                 |                 |                 |  |  |                 |                 |                 |                 |                 |                 |  |  |                 |                 |                 |                 |                 |                 |  |  |               |               |               |               |               |               |  |  | 舞陽侯 司馬防 |               |               |               |               |               |  |  |               |               |               |               |               |               |  |  |                |                |                |                |                |                |  |  |                |                |                |                |                |                |  |  |                 |                 |                 |                 |                 |                 |  |  |               |               |               |               |               |               |  |  |  |  |  |  |  |  |  |  |  |  |  |  |  |  |  |  |  |  |  |  |  |  |  |  |  |  |  |  |  |  |  |  |  |  |  |  |  |  |  |  |  |  |  |  |  |  |  |  |
|                 |                 |                 |                 |                 |                 |  |  |                 |                 |                 |                 |                 |                 |  |  |                 |                 |                 |                 |                 |                 |  |  |               |               |               |               |               |               |  |  |               |               |               |               |               |               |  |  |               |               |               |               |               |               |  |  |                |                |                |                |                |                |  |  |                |                |                |                |                |                |  |  |                 |                 |                 |                 |                 |                 |  |  |               |               |               |               |               |               |  |  |  |  |  |  |  |  |  |  |  |  |  |  |  |  |  |  |  |  |  |  |  |  |  |  |  |  |  |  |  |  |  |  |  |  |  |  |  |  |  |  |  |  |  |  |  |  |  |  |
|                 |                 |                 |                 |                 |                 |  |  |                 |                 |                 |                 |                 |                 |  |  |                 |                 |                 |                 |                 |                 |  |  |               |               |               |               |               |               |  |  |               |               |               |               |               |               |  |  |               |               |               |               |               |               |  |  |                |                |                |                |                |                |  |  |                |                |                |                |                |                |  |  |                 |                 |                 |                 |                 |                 |  |  |               |               |               |               |               |               |  |  |  |  |  |  |  |  |  |  |  |  |  |  |  |  |  |  |  |  |  |  |  |  |  |  |  |  |  |  |  |  |  |  |  |  |  |  |  |  |  |  |  |  |  |  |  |  |  |  |
|                 |                 |                 |                 |                 |                 |  |  |                 |                 |                 |                 |                 |                 |  |  | (追)宣帝 司馬懿 | (追)宣帝 司馬懿 | (追)宣帝 司馬懿 | (追)宣帝 司馬懿 | (追)宣帝 司馬懿 | (追)宣帝 司馬懿 |  |  |               |               |               |               |               |               |  |  |               |               |               |               |               |               |  |  |               |               |               |               |               |               |  |  | 安平王 司馬孚  | 安平王 司馬孚  | 安平王 司馬孚  | 安平王 司馬孚  | 安平王 司馬孚  | 安平王 司馬孚  |  |  |                |                |                |                |                |                |  |  | 東武城侯 司馬馗 | 東武城侯 司馬馗 | 東武城侯 司馬馗 | 東武城侯 司馬馗 | 東武城侯 司馬馗 | 東武城侯 司馬馗 |  |  |               |               |               |               |               |               |  |  |  |  |  |  |  |  |  |  |  |  |  |  |  |  |  |  |  |  |  |  |  |  |  |  |  |  |  |  |  |  |  |  |  |  |  |  |  |  |  |  |  |  |  |  |  |  |  |  |
|                 |                 |                 |                 |                 |                 |  |  |                 |                 |                 |                 |                 |                 |  |  | (追)宣帝 司馬懿 | (追)宣帝 司馬懿 | (追)宣帝 司馬懿 | (追)宣帝 司馬懿 | (追)宣帝 司馬懿 | (追)宣帝 司馬懿 |  |  |               |               |               |               |               |               |  |  |               |               |               |               |               |               |  |  |               |               |               |               |               |               |  |  | 安平王 司馬孚  | 安平王 司馬孚  | 安平王 司馬孚  | 安平王 司馬孚  | 安平王 司馬孚  | 安平王 司馬孚  |  |  |                |                |                |                |                |                |  |  | 東武城侯 司馬馗 | 東武城侯 司馬馗 | 東武城侯 司馬馗 | 東武城侯 司馬馗 | 東武城侯 司馬馗 | 東武城侯 司馬馗 |  |  |               |               |               |               |               |               |  |  |  |  |  |  |  |  |  |  |  |  |  |  |  |  |  |  |  |  |  |  |  |  |  |  |  |  |  |  |  |  |  |  |  |  |  |  |  |  |  |  |  |  |  |  |  |  |  |  |
|                 |                 |                 |                 |                 |                 |  |  |                 |                 |                 |                 |                 |                 |  |  |                 |                 |                 |                 |                 |                 |  |  |               |               |               |               |               |               |  |  |               |               |               |               |               |               |  |  |               |               |               |               |               |               |  |  |                |                |                |                |                |                |  |  |                |                |                |                |                |                |  |  |                 |                 |                 |                 |                 |                 |  |  |               |               |               |               |               |               |  |  |  |  |  |  |  |  |  |  |  |  |  |  |  |  |  |  |  |  |  |  |  |  |  |  |  |  |  |  |  |  |  |  |  |  |  |  |  |  |  |  |  |  |  |  |  |  |  |  |
| (追)景帝 司馬師 | (追)景帝 司馬師 | (追)景帝 司馬師 | (追)景帝 司馬師 | (追)景帝 司馬師 | (追)景帝 司馬師 |  |  | (追)文帝 司馬昭 | (追)文帝 司馬昭 | (追)文帝 司馬昭 | (追)文帝 司馬昭 | (追)文帝 司馬昭 | (追)文帝 司馬昭 |  |  | 汝南王 司馬亮   | 汝南王 司馬亮   | 汝南王 司馬亮   | 汝南王 司馬亮   | 汝南王 司馬亮   | 汝南王 司馬亮   |  |  | 琅邪王 司馬伷 | 琅邪王 司馬伷 | 琅邪王 司馬伷 | 琅邪王 司馬伷 | 琅邪王 司馬伷 | 琅邪王 司馬伷 |  |  | 梁王 司馬肜   | 梁王 司馬肜   | 梁王 司馬肜   | 梁王 司馬肜   | 梁王 司馬肜   | 梁王 司馬肜   |  |  | 趙王 司馬倫   | 趙王 司馬倫   | 趙王 司馬倫   | 趙王 司馬倫   | 趙王 司馬倫   | 趙王 司馬倫   |  |  | 太原王 司馬瓌  | 太原王 司馬瓌  | 太原王 司馬瓌  | 太原王 司馬瓌  | 太原王 司馬瓌  | 太原王 司馬瓌  |  |  |                |                |                |                |                |                |  |  | 高密王 司馬泰   | 高密王 司馬泰   | 高密王 司馬泰   | 高密王 司馬泰   | 高密王 司馬泰   | 高密王 司馬泰   |  |  |               |               |               |               |               |               |  |  |  |  |  |  |  |  |  |  |  |  |  |  |  |  |  |  |  |  |  |  |  |  |  |  |  |  |  |  |  |  |  |  |  |  |  |  |  |  |  |  |  |  |  |  |  |  |  |  |
| (追)景帝 司馬師 | (追)景帝 司馬師 | (追)景帝 司馬師 | (追)景帝 司馬師 | (追)景帝 司馬師 | (追)景帝 司馬師 |  |  | (追)文帝 司馬昭 | (追)文帝 司馬昭 | (追)文帝 司馬昭 | (追)文帝 司馬昭 | (追)文帝 司馬昭 | (追)文帝 司馬昭 |  |  | 汝南王 司馬亮   | 汝南王 司馬亮   | 汝南王 司馬亮   | 汝南王 司馬亮   | 汝南王 司馬亮   | 汝南王 司馬亮   |  |  | 琅邪王 司馬伷 | 琅邪王 司馬伷 | 琅邪王 司馬伷 | 琅邪王 司馬伷 | 琅邪王 司馬伷 | 琅邪王 司馬伷 |  |  | 梁王 司馬肜   | 梁王 司馬肜   | 梁王 司馬肜   | 梁王 司馬肜   | 梁王 司馬肜   | 梁王 司馬肜   |  |  | 趙王 司馬倫   | 趙王 司馬倫   | 趙王 司馬倫   | 趙王 司馬倫   | 趙王 司馬倫   | 趙王 司馬倫   |  |  | 太原王 司馬瓌  | 太原王 司馬瓌  | 太原王 司馬瓌  | 太原王 司馬瓌  | 太原王 司馬瓌  | 太原王 司馬瓌  |  |  |                |                |                |                |                |                |  |  | 高密王 司馬泰   | 高密王 司馬泰   | 高密王 司馬泰   | 高密王 司馬泰   | 高密王 司馬泰   | 高密王 司馬泰   |  |  |               |               |               |               |               |               |  |  |  |  |  |  |  |  |  |  |  |  |  |  |  |  |  |  |  |  |  |  |  |  |  |  |  |  |  |  |  |  |  |  |  |  |  |  |  |  |  |  |  |  |  |  |  |  |  |  |
|                 |                 |                 |                 |                 |                 |  |  |                 |                 |                 |                 |                 |                 |  |  |                 |                 |                 |                 |                 |                 |  |  |               |               |               |               |               |               |  |  |               |               |               |               |               |               |  |  |               |               |               |               |               |               |  |  |                |                |                |                |                |                |  |  |                |                |                |                |                |                |  |  |                 |                 |                 |                 |                 |                 |  |  |               |               |               |               |               |               |  |  |  |  |  |  |  |  |  |  |  |  |  |  |  |  |  |  |  |  |  |  |  |  |  |  |  |  |  |  |  |  |  |  |  |  |  |  |  |  |  |  |  |  |  |  |  |  |  |  |
| 斉王 司馬攸     | 斉王 司馬攸     | 斉王 司馬攸     | 斉王 司馬攸     | 斉王 司馬攸     | 斉王 司馬攸     |  |  | (1)武帝 司馬炎  | (1)武帝 司馬炎  | (1)武帝 司馬炎  | (1)武帝 司馬炎  | (1)武帝 司馬炎  | (1)武帝 司馬炎  |  |  |                 |                 |                 |                 |                 |                 |  |  | 琅邪王 司馬覲 | 琅邪王 司馬覲 | 琅邪王 司馬覲 | 琅邪王 司馬覲 | 琅邪王 司馬覲 | 琅邪王 司馬覲 |  |  |               |               |               |               |               |               |  |  |               |               |               |               |               |               |  |  | 河間王 司馬顒  | 河間王 司馬顒  | 河間王 司馬顒  | 河間王 司馬顒  | 河間王 司馬顒  | 河間王 司馬顒  |  |  | 東海王 司馬越  | 東海王 司馬越  | 東海王 司馬越  | 東海王 司馬越  | 東海王 司馬越  | 東海王 司馬越  |  |  | 新蔡王 司馬騰   | 新蔡王 司馬騰   | 新蔡王 司馬騰   | 新蔡王 司馬騰   | 新蔡王 司馬騰   | 新蔡王 司馬騰   |  |  | 南陽王 司馬模 | 南陽王 司馬模 | 南陽王 司馬模 | 南陽王 司馬模 | 南陽王 司馬模 | 南陽王 司馬模 |  |  |  |  |  |  |  |  |  |  |  |  |  |  |  |  |  |  |  |  |  |  |  |  |  |  |  |  |  |  |  |  |  |  |  |  |  |  |  |  |  |  |  |  |  |  |  |  |  |  |
| 斉王 司馬攸     | 斉王 司馬攸     | 斉王 司馬攸     | 斉王 司馬攸     | 斉王 司馬攸     | 斉王 司馬攸     |  |  | (1)武帝 司馬炎  | (1)武帝 司馬炎  | (1)武帝 司馬炎  | (1)武帝 司馬炎  | (1)武帝 司馬炎  | (1)武帝 司馬炎  |  |  |                 |                 |                 |                 |                 |                 |  |  | 琅邪王 司馬覲 | 琅邪王 司馬覲 | 琅邪王 司馬覲 | 琅邪王 司馬覲 | 琅邪王 司馬覲 | 琅邪王 司馬覲 |  |  |               |               |               |               |               |               |  |  |               |               |               |               |               |               |  |  | 河間王 司馬顒  | 河間王 司馬顒  | 河間王 司馬顒  | 河間王 司馬顒  | 河間王 司馬顒  | 河間王 司馬顒  |  |  | 東海王 司馬越  | 東海王 司馬越  | 東海王 司馬越  | 東海王 司馬越  | 東海王 司馬越  | 東海王 司馬越  |  |  | 新蔡王 司馬騰   | 新蔡王 司馬騰   | 新蔡王 司馬騰   | 新蔡王 司馬騰   | 新蔡王 司馬騰   | 新蔡王 司馬騰   |  |  | 南陽王 司馬模 | 南陽王 司馬模 | 南陽王 司馬模 | 南陽王 司馬模 | 南陽王 司馬模 | 南陽王 司馬模 |  |  |  |  |  |  |  |  |  |  |  |  |  |  |  |  |  |  |  |  |  |  |  |  |  |  |  |  |  |  |  |  |  |  |  |  |  |  |  |  |  |  |  |  |  |  |  |  |  |  |
|                 |                 |                 |                 |                 |                 |  |  |                 |                 |                 |                 |                 |                 |  |  |                 |                 |                 |                 |                 |                 |  |  |               |               |               |               |               |               |  |  |               |               |               |               |               |               |  |  |               |               |               |               |               |               |  |  |                |                |                |                |                |                |  |  |                |                |                |                |                |                |  |  |                 |                 |                 |                 |                 |                 |  |  |               |               |               |               |               |               |  |  |  |  |  |  |  |  |  |  |  |  |  |  |  |  |  |  |  |  |  |  |  |  |  |  |  |  |  |  |  |  |  |  |  |  |  |  |  |  |  |  |  |  |  |  |  |  |  |  |
| 斉王 司馬冏     | 斉王 司馬冏     | 斉王 司馬冏     | 斉王 司馬冏     | 斉王 司馬冏     | 斉王 司馬冏     |  |  | (2)恵帝 司馬衷  | (2)恵帝 司馬衷  | (2)恵帝 司馬衷  | (2)恵帝 司馬衷  | (2)恵帝 司馬衷  | (2)恵帝 司馬衷  |  |  | 楚王 司馬瑋     | 楚王 司馬瑋     | 楚王 司馬瑋     | 楚王 司馬瑋     | 楚王 司馬瑋     | 楚王 司馬瑋     |  |  | 淮南王 司馬允 | 淮南王 司馬允 | 淮南王 司馬允 | 淮南王 司馬允 | 淮南王 司馬允 | 淮南王 司馬允 |  |  | 長沙王 司馬乂 | 長沙王 司馬乂 | 長沙王 司馬乂 | 長沙王 司馬乂 | 長沙王 司馬乂 | 長沙王 司馬乂 |  |  | 成都王 司馬穎 | 成都王 司馬穎 | 成都王 司馬穎 | 成都王 司馬穎 | 成都王 司馬穎 | 成都王 司馬穎 |  |  | (3)懐帝 司馬熾 | (3)懐帝 司馬熾 | (3)懐帝 司馬熾 | (3)懐帝 司馬熾 | (3)懐帝 司馬熾 | (3)懐帝 司馬熾 |  |  | 呉王 司馬晏    | 呉王 司馬晏    | 呉王 司馬晏    | 呉王 司馬晏    | 呉王 司馬晏    | 呉王 司馬晏    |  |  |                 |                 |                 |                 |                 |                 |  |  | 南陽王 司馬保 | 南陽王 司馬保 | 南陽王 司馬保 | 南陽王 司馬保 | 南陽王 司馬保 | 南陽王 司馬保 |  |  |  |  |  |  |  |  |  |  |  |  |  |  |  |  |  |  |  |  |  |  |  |  |  |  |  |  |  |  |  |  |  |  |  |  |  |  |  |  |  |  |  |  |  |  |  |  |  |  |
| 斉王 司馬冏     | 斉王 司馬冏     | 斉王 司馬冏     | 斉王 司馬冏     | 斉王 司馬冏     | 斉王 司馬冏     |  |  | (2)恵帝 司馬衷  | (2)恵帝 司馬衷  | (2)恵帝 司馬衷  | (2)恵帝 司馬衷  | (2)恵帝 司馬衷  | (2)恵帝 司馬衷  |  |  | 楚王 司馬瑋     | 楚王 司馬瑋     | 楚王 司馬瑋     | 楚王 司馬瑋     | 楚王 司馬瑋     | 楚王 司馬瑋     |  |  | 淮南王 司馬允 | 淮南王 司馬允 | 淮南王 司馬允 | 淮南王 司馬允 | 淮南王 司馬允 | 淮南王 司馬允 |  |  | 長沙王 司馬乂 | 長沙王 司馬乂 | 長沙王 司馬乂 | 長沙王 司馬乂 | 長沙王 司馬乂 | 長沙王 司馬乂 |  |  | 成都王 司馬穎 | 成都王 司馬穎 | 成都王 司馬穎 | 成都王 司馬穎 | 成都王 司馬穎 | 成都王 司馬穎 |  |  | (3)懐帝 司馬熾 | (3)懐帝 司馬熾 | (3)懐帝 司馬熾 | (3)懐帝 司馬熾 | (3)懐帝 司馬熾 | (3)懐帝 司馬熾 |  |  | 呉王 司馬晏    | 呉王 司馬晏    | 呉王 司馬晏    | 呉王 司馬晏    | 呉王 司馬晏    | 呉王 司馬晏    |  |  |                 |                 |                 |                 |                 |                 |  |  | 南陽王 司馬保 | 南陽王 司馬保 | 南陽王 司馬保 | 南陽王 司馬保 | 南陽王 司馬保 | 南陽王 司馬保 |  |  |  |  |  |  |  |  |  |  |  |  |  |  |  |  |  |  |  |  |  |  |  |  |  |  |  |  |  |  |  |  |  |  |  |  |  |  |  |  |  |  |  |  |  |  |  |  |  |  |
|                 |                 |                 |                 |                 |                 |  |  | 愍懐太子 司馬遹 | 愍懐太子 司馬遹 | 愍懐太子 司馬遹 | 愍懐太子 司馬遹 | 愍懐太子 司馬遹 | 愍懐太子 司馬遹 |  |  |                 |                 |                 |                 |                 |                 |  |  |               |               |               |               |               |               |  |  |               |               |               |               |               |               |  |  |               |               |               |               |               |               |  |  |                |                |                |                |                |                |  |  | (4)愍帝 司馬鄴 | (4)愍帝 司馬鄴 | (4)愍帝 司馬鄴 | (4)愍帝 司馬鄴 | (4)愍帝 司馬鄴 | (4)愍帝 司馬鄴 |  |  |                 |                 |                 |                 |                 |                 |  |  |               |               |               |               |               |               |  |  |  |  |  |  |  |  |  |  |  |  |  |  |  |  |  |  |  |  |  |  |  |  |  |  |  |  |  |  |  |  |  |  |  |  |  |  |  |  |  |  |  |  |  |  |  |  |  |  |

- 正室：夏侯徽（景懐皇后）
  - 公主 - 甄徳の夫人
  - 他、娘4名があった
- 継室：呉氏 - 呉質の娘、後に離婚
- 継々室：羊徽瑜（景献皇后）
- 猶子
  - 斉献王 司馬攸 - 弟の司馬昭の三男